# Hans Stecher
Hans Stecher (zwany Hanuszem) – pochodzący z Niemiec architekt, który działał we Lwowie w II połowie XV wieku. 

## Życiorys
Informacje dotyczące szczegółów życia Hansa Stechera są niewielkie. Zaprojektował i nadzorował budowę gotyckiej wieży lwowskiego ratusza, która powstawała w latach 1489-1491, a została zniszczona 14 lipca 1826. Zachowały się szkice wieży na których widoczny jest napis umieszczony przy oknie drugiej kondygnacji od zachodniej strony i brzmiał "Meister Hans Stecher anheb des bau. Anno Domini MCCCC° XCI°".  Do budowy wieży zatrudniał siedemnastu pracowników. Równocześnie był zaangażowany przy budowie |katedry łacińskiej, w 1493 pracował przy budowie chóru i przykrywającego go dachu, a rok później pracował przy budowie kaplic bocznych. Pracował również przy budowie przy budowie wolno stojącej kaplicy, która powstała obok katedry naprzeciwko domu kanoników. Część zapisów zawiera nazwisko w brzmieniu "Blecher", wynika to z mylnego odczytania przez historyków Warlaama Kompanewycza i Konstantina Słotwinskego napisu z belki okiennej wieży ratusza.